# Calke
Calke – wieś w Anglii, w hrabstwie Derbyshire, w dystrykcie South Derbyshire. Leży 15 km na południe od miasta Derby i 169 km na północny zachód od Londynu.